# 小坂慶助
小坂 慶助（こさか けいすけ、1900年 - 1972年10月）は、日本の陸軍軍人、小説家。最終階級は陸軍憲兵大尉。二・二六事件で岡田啓介首相の救出に主導的な役割を果たした人物として知られ、戦後は自身の憲兵時代のことを活かした小説を発表し、一部の作品は後に映像化された。

## 経歴

### 前史
1900年東京出身。1920年に騎兵15連隊に入営する。1922年に憲兵となり、翌1923年より特高担当として勤務する。そこでは甘粕事件、虎ノ門事件、濱口首相遭難事件などに関わり、特に相沢事件では事件直後の相沢三郎の身柄確保と取り調べを行った。二・二六事件当時、憲兵軍曹として小坂の部下であった青柳利之によると、小坂は麹町憲兵分隊の生え抜きとして優秀な情報網を持っており、中野正剛や大川周明とも接触していたとされる。

### 二・二六事件
1936年の二・二六事件発生時、検分のために首相官邸へ入っていた篠田惣壽憲兵上等兵が岡田首相が生存していることを発見した。当時麹町憲兵分隊の特務班班長（特高主任とも）であった小坂は、篠田の報告を受けて首相秘書官であった福田耕や迫水久常らと協力し、青柳軍曹及び小倉倉一憲兵伍長らと策を練り、翌27日に岡田と同年輩の弔問客を官邸に多数入れ、反乱部隊将兵の監視の下、弔問客に変装させた岡田を退出者に交えてみごと官邸から脱出させた。
3月11日に岩佐禄郎憲兵司令官より、岡田首相を救出した功績により青柳軍曹、小倉伍長とともに表彰を受ける。しかし、小坂の著書によれば当時の憲兵将校の中には皇道派に同調する者も多く、小坂が首相を救出したと知ると梶川与惣兵衛になぞらえて正面切って非難されることや、褒賞面で冷遇されたと回顧している。

### 事件後
1942年に中支当陽憲兵分隊長となる。終戦は中国大陸で迎え、漢口で米軍航空士が死刑にされた事件に関与して1946年に戦犯指令を受ける。上海米軍軍事法廷で絞首刑を求刑されるが、判決は禁錮3年となり、上海と巣鴨プリズンで服役した。その後は小説家として数々の作品を発表した。1972年（昭和47年）10月に病没する。

## 著作
- 『特高』啓友社、1953年。
  - 『特高：二・二六事件秘史』文春学藝ライブラリー（文庫新版）、2015年。ISBN 978-4-16-813039-7。
- 『のたうつ憲兵 : 首なし胴体捜査68日』東京ライフ社、1957年。
- 『反逆はいつの夜にも』日本週報社、1960年。
- 『特高憲兵とその子』日本週報社、1960年。
- 『革命の前夜』日本週報社、1964年。

## 登場する作品

### 映像
映画
- 憲兵とバラバラ死美人（1957年、新東宝） - 『のたうつ憲兵』を原作としたものであり、作中では小坂徳助曹長（演：中川昭二）と名前が改められている。
- スパイと貞操（1960年、新東宝）
- 二・二六事件 脱出（1962年、東映） - 『特高』を原作としたものであり、映画の中では他のすべての登場人物同様，小宮曹長（演：高倉健）と名前が改められている[9]。

ドキュメンタリー
- 歴史秘話ヒストリア「二・二六事件 奇跡の脱出劇」（2016年2月24日、NHK）[10]